# Musica seria
Musica seria è un album in studio del rapper italiano Il Turco a.k.a. Sparo Manero, pubblicato nel 2006 dalla Vibrarecords. La grafica dell'album è stata curata da Masito Fresco dei Colle Der Fomento.

## Tracce
1. Musica seria  (feat. Noyz Narcos)
2. È regolare
3. Meglio di così
4. Lo stato mentale romano  (feat. DJ Gengis Khan)
5. Matto fracico
6. La mia parola
7. Tarantino Interlude  (feat. DJ Fester)
8. Appartiene alle strade  (feat. Er Costa)
9. Fischioni (Skit)  (feat. Simo)
10. Qualcosa che non va  (feat. Supremo73)
11. Un giro con il diavolo  (feat. Danno)
12. Solo quello
13. Trovo  (feat. SoulDavid)
14. Outro